# Балдырган (село)
Балдырган (каз. Балдырған) — упразднённое село в Жангалинском районе Западно-Казахстанской области Казахстана. Исключено из учётных данных в 2021 г. Входило в состав Жанаказанского сельского округа. Код КАТО — 274037300.

## Население
В 1999 году население села составляло 131 человек (72 мужчины и 59 женщин). По данным переписи 2009 года, в селе проживало 59 человек (32 мужчины и 27 женщин).